# Prezident Lotyšska
Státní prezident Lotyšska (lotyšsky: Latvijas Valsts prezidents) je hlavou státu Lotyšské republiky. Je rovněž vrchním velitelem Lotyšských národních ozbrojených sil a předsedá Bezpečnostní radě státu. Sídlí na Rižském zámku. Je volen parlamentem.
Je zvolen v prvním kole hlasování, pokud získá hlas nadpoloviční většiny z celkového počtu poslanců, tedy 51 hlasů ze 100. V případě neúspěchu je organizováno další kolo se stejnými nebo jinými kandidáty a za stejných podmínek. Pokud není zvolen nikdo, konají se další kola bez kandidáta s nejnižším počtem hlasů v předchozím, dokud jeden z kandidátů nezíská 51 hlasů. Funkční období prezidenta je čtyřleté. Před rokem 1999 to byly tři roky. Prezident může být po konci čtyřletého mandátu maximálně jednou znovuzvolen. Prezidentem může být zvolena každá osoba, která má plná občanská práva a dosáhla věku čtyřiceti let. Prezidentem nemůže být zvolena osoba s dvojím občanstvím. Funkce prezidenta nesmí být vykonávána souběžně s jinou funkcí. Pokud je osoba zvolená za prezidenta členem Saeimy, musí se vzdát svého poslaneckého mandátu. V případě, že se uvolní úřad prezidenta, přebírá jeho povinnosti předseda Saeimy (jednokomorového parlamentu). Role lotyšského prezidenta není zcela ceremoniální, prezident sdílí část výkonné moci s kabinetem a premiérem, avšak všechny jako kroky v této oblasti musí být spolupodepsány členem kabinetu – obvykle předsedou vlády, s výjimkou příkazu k rozpuštění Saeimy a jmenování nového premiéra. Funkce prezidenta byla zřízena v roce 1922. Předtím (od vyhlášení nezávislosti v roce 1918) roli hlavy státu plnil předseda parlamentu. Roku 1936 byla funkce zase zrušena, respektive sloučena s postem premiéra. Tento stav trval až do sovětské okupace v roce 1940. Také po obnovení nezávislosti Lotyšska v roce 1990 nebyl úřad obnoven ihned. Stalo se tak 6. července 1993 a den na to byl zvolen první pookupační prezident.
Prezident zastupuje Lotyšsko v mezinárodních vztazích, jmenuje diplomatické zástupce a také přijímá diplomatické zástupce jiných zemí. Provádí rozhodnutí Saeimy o ratifikaci mezinárodních dohod. Na návrh prezidenta Saeima schvaluje a také odvolává velitele národních ozbrojených sil. Během války jmenuje prezident nejvyššího velitele sám. Vyhlašuje válku na základě rozhodnutí Saeimy. Má právo udělit milost zločincům, nabyl-li rozsudek právní moci. Má právo svolávat a předsedat mimořádným schůzím kabinetu ministrů a určovat program těchto schůzí. Může požádat prezidium o svolání zasedání Saeimy. Je oprávněn navrhnout rozpuštění Saeimy, které pak musí potvrdit celostátní referendum. Potvrdí-li, do dvou měsíců se musejí konat nové volby. Do zvolení nového parlamentu může ten starý zasedat jen na žádost prezidenta a s programem, který určí prezident. Pokud prezident inicioval rozpuštění Saeimy, ale více než polovina hlasů je v referendu odevzdána proti rozpuštění Saeimy, pak je prezident automaticky odvolán z funkce a Saeima zvolí nového prezidenta. Prezident má právo navrhnout zákon. Vyhlašuje zákony přijaté Saeimou, a to nejdříve desátý den a nejpozději dvacátý první den od přijetí zákona. Zákon vstupuje v platnost čtrnáct dní po jeho vyhlášení. Do deseti dnů od přijetí zákona Saeimou může prezident na základě písemné a odůvodněné žádosti adresované předsedovi Saeimy požádat, aby byl zákon znovu zvážen. Pokud Saeima zákon nezmění, pak prezident nemůže vznést námitky podruhé. Prezident má právo odložit vyhlášení zákona na dva měsíce, požádá-li o to nejméně jedna třetina členů Saeimy. Takto pozastavený zákon může být předložen k celostátnímu referendu, pokud o to požádá nejméně jedna desetina voličů. Není-li taková žádost obdržena v dvouměsíční lhůtě, je zákon vyhlášen po uplynutí této lhůty. Národní referendum se však neuskuteční, pokud Saeima hlasuje o zákonu znovu a podpoří ho tři čtvrtiny všech členů Saeimy. V takovém případě zákon musí být vyhlášen nejpozději třetí den poté, co jej prezident obdržel. Na návrh nejméně poloviny všech členů Saeimy může sněmovna rozhodnout na neveřejném zasedání nejméně dvoutřetinovou většinou všech členů o odvolání prezidenta z funkce.